# Lotto Arena
Lotto Arena – hala widowiskowo-sportowa w Antwerpii, w Belgii. Została otwarta 10 marca 2007 roku. Może pomieścić 5218 widzów. Swoje spotkania rozgrywają na niej koszykarze drużyny Antwerp Giants. Lotto Arena znajduje się tuż obok hali Sportpaleis Antwerp, jest jednak od niej znacznie mniejsza.
W hali rozgrywany jest coroczny turniej tenisowy European Open i odbywają się liczne koncerty. Ponadto obiekt był m.in. jedną z aren mistrzostw Europy w futsalu w 2014 roku, kobiecych mistrzostw Europy w siatkówce w 2015 roku i mistrzostw świata w korfballu w 2015 roku. W 2018 roku w hali odbyły się mistrzostwa świata w gimnastyce akrobatycznej, a w 2019 roku część spotkań siatkarskich mistrzostw Europy.